# Tour des Asturies 2023
Le Tour des Asturies 2023 est la 66e édition de cette course cycliste sur route masculine. Il a lieu du 28 avril au 30 avril 2023. Il fait partie du calendrier UCI Europe Tour 2023 en catégorie 2.1 et a été remporté par l'Italien Lorenzo Fortunato de l'équipe Eolo-Kometa.

## Présentation

### Parcours
La course est tracée sur trois étapes entre Oviedo et Oviedo, sur un parcours de 511,1 kilomètres.

### Équipes
15 équipes participent à la course : 1 de la catégorie UCI WorldTeam, 9 de la catégorie UCI ProTeam, ainsi que 5 équipes continentales. 
| WorldTeam- Movistar Team ProTeams (9)- Bolton Equities Black Spoke Pro Cycling - Burgos-BH - Caja Rural-Seguros RGA - Eolo-Kometa - Euskaltel-Euskadi - Equipo Kern Pharma - TotalEnergies - Team Novo Nordisk - Q36.5 Pro Cycling Team Équipes continentales (5)- Aviludo-Louletano-Loulé Concelho - Efapel Cycling - Electro Hiper Europa - NSJBI Victoria Sports Cycling Team - Global 6 Cycling |
| |

## Étapes
| Étape     | Date    | Villes étapes              | type              | Distance (km) | Dénivelé (m) | Vainqueur d'étape | Leader du classement général |
| --------- | ------- | -------------------------- | ----------------- | ------------- | ------------ | ----------------- | ---------------------------- |
| 1re étape | 28 avr. | Oviedo – La Pola           | étape vallonnée   | 182           | 3 071 m      | Damien Howson     | Damien Howson                |
| 2e étape  | 29 avr. | Candás – Cangas del Narcea | étape de montagne | 182,6         | 3 312 m      | Lorenzo Fortunato | Lorenzo Fortunato            |
| 3e étape  | 30 avr. | Cangas del Narcea – Oviedo | étape vallonnée   | 146,5         | 2 441 m      | Pelayo Sánchez    | Lorenzo Fortunato            |

## Déroulement de la course

### 1reétape
| \| Classement de l'étape \| Classement de l'étape \| Classement de l'étape \| Classement de l'étape \| Classement de l'étape \| \| Coureur \| Coureur \| Pays \| Équipe \| Temps \| \| --------------------- \| --------------------- \| --------------------- \| ---------------------- \| --------------------- \| \| 1er \| Damien Howson \| Australie \| Q36.5 Pro Cycling Team \| 4 h 39 min 58 s \| \| 2e \| Vincenzo Albanese \| Italie \| Eolo-Kometa \| + 4 s \| \| 3e \| Roger Adrià \| Espagne \| Equipo Kern Pharma \| + 4 s \| \| 4e \| Gianluca Brambilla \| Italie \| Q36.5 Pro Cycling Team \| + 4 s \| \| 5e \| Steff Cras \| Belgique \| TotalEnergies \| + 4 s \| \| 6e \| Einer Rubio \| Colombie \| Movistar Team \| + 4 s \| \| 7e \| Iván Sosa \| Colombie \| Movistar Team \| + 4 s \| \| 8e \| Ander Okamika \| Espagne \| Burgos-BH \| + 4 s \| \| 9e \| Joaquim Silva \| Portugal \| Efapel Cycling \| + 4 s \| \| 10e \| Abel Balderstone \| Espagne \| Caja Rural-Seguros RGA \| + 4 s \| |                    |           |                        |                 |
| |                    |           |                        |                 |
| |                    |           |                        |                 |
| Classement de l'étape |                    |           |                        |                 |
| Coureur | Coureur            | Pays      | Équipe                 | Temps           |
| 1er | Damien Howson      | Australie | Q36.5 Pro Cycling Team | 4 h 39 min 58 s |
| 2e | Vincenzo Albanese  | Italie    | Eolo-Kometa            | + 4 s           |
| 3e | Roger Adrià        | Espagne   | Equipo Kern Pharma     | + 4 s           |
| 4e | Gianluca Brambilla | Italie    | Q36.5 Pro Cycling Team | + 4 s           |
| 5e | Steff Cras         | Belgique  | TotalEnergies          | + 4 s           |
| 6e | Einer Rubio        | Colombie  | Movistar Team          | + 4 s           |
| 7e | Iván Sosa          | Colombie  | Movistar Team          | + 4 s           |
| 8e | Ander Okamika      | Espagne   | Burgos-BH              | + 4 s           |
| 9e | Joaquim Silva      | Portugal  | Efapel Cycling         | + 4 s           |
| 10e | Abel Balderstone   | Espagne   | Caja Rural-Seguros RGA | + 4 s           |

| \| Classement général \| Classement général \| Classement général \| Classement général \| Classement général \| \| Coureur \| Coureur \| Pays \| Équipe \| Temps \| \| ------------------ \| ------------------ \| ------------------ \| ---------------------- \| ------------------ \| \| 1er \| Damien Howson \| Australie \| Q36.5 Pro Cycling Team \| 4 h 39 min 48 s \| \| 2e \| Vincenzo Albanese \| Italie \| Eolo-Kometa \| + 8 s \| \| 3e \| Roger Adrià \| Espagne \| Equipo Kern Pharma \| + 10 s \| \| 4e \| Gianluca Brambilla \| Italie \| Q36.5 Pro Cycling Team \| + 14 s \| \| 5e \| Steff Cras \| Belgique \| TotalEnergies \| + 14 s \| \| 6e \| Einer Rubio \| Colombie \| Movistar Team \| + 14 s \| \| 7e \| Iván Sosa \| Colombie \| Movistar Team \| + 14 s \| \| 8e \| Ander Okamika \| Espagne \| Burgos-BH \| + 14 s \| \| 9e \| Joaquim Silva \| Portugal \| Efapel Cycling \| + 14 s \| \| 10e \| Abel Balderstone \| Espagne \| Caja Rural-Seguros RGA \| + 14 s \| |                    |           |                        |                 |
| |                    |           |                        |                 |
| |                    |           |                        |                 |
| Classement général |                    |           |                        |                 |
| Coureur | Coureur            | Pays      | Équipe                 | Temps           |
| 1er | Damien Howson      | Australie | Q36.5 Pro Cycling Team | 4 h 39 min 48 s |
| 2e | Vincenzo Albanese  | Italie    | Eolo-Kometa            | + 8 s           |
| 3e | Roger Adrià        | Espagne   | Equipo Kern Pharma     | + 10 s          |
| 4e | Gianluca Brambilla | Italie    | Q36.5 Pro Cycling Team | + 14 s          |
| 5e | Steff Cras         | Belgique  | TotalEnergies          | + 14 s          |
| 6e | Einer Rubio        | Colombie  | Movistar Team          | + 14 s          |
| 7e | Iván Sosa          | Colombie  | Movistar Team          | + 14 s          |
| 8e | Ander Okamika      | Espagne   | Burgos-BH              | + 14 s          |
| 9e | Joaquim Silva      | Portugal  | Efapel Cycling         | + 14 s          |
| 10e | Abel Balderstone   | Espagne   | Caja Rural-Seguros RGA | + 14 s          |

### 2eétape
| \| Classement de l'étape \| Classement de l'étape \| Classement de l'étape \| Classement de l'étape \| Classement de l'étape \| \| Coureur \| Coureur \| Pays \| Équipe \| Temps \| \| --------------------- \| --------------------- \| --------------------- \| ---------------------- \| --------------------- \| \| 1er \| Lorenzo Fortunato \| Italie \| Eolo-Kometa \| 4 h 35 min 11 s \| \| 2e \| Einer Rubio \| Colombie \| Movistar Team \| + 27 s \| \| 3e \| Iván Sosa \| Colombie \| Movistar Team \| + 27 s \| \| 4e \| José Manuel Díaz \| Espagne \| Burgos-BH \| + 37 s \| \| 5e \| José Félix Parra \| Espagne \| Equipo Kern Pharma \| + 38 s \| \| 6e \| Steff Cras \| Belgique \| TotalEnergies \| + 38 s \| \| 7e \| Mikel Bizkarra \| Espagne \| Euskaltel-Euskadi \| + 38 s \| \| 8e \| Damien Howson \| Australie \| Q36.5 Pro Cycling Team \| + 38 s \| \| 9e \| Gianluca Brambilla \| Italie \| Q36.5 Pro Cycling Team \| + 38 s \| \| 10e \| Fernando Tercero \| Espagne \| Eolo-Kometa \| + 38 s \| |                    |           |                        |                 |
| |                    |           |                        |                 |
| |                    |           |                        |                 |
| Classement de l'étape |                    |           |                        |                 |
| Coureur | Coureur            | Pays      | Équipe                 | Temps           |
| 1er | Lorenzo Fortunato  | Italie    | Eolo-Kometa            | 4 h 35 min 11 s |
| 2e | Einer Rubio        | Colombie  | Movistar Team          | + 27 s          |
| 3e | Iván Sosa          | Colombie  | Movistar Team          | + 27 s          |
| 4e | José Manuel Díaz   | Espagne   | Burgos-BH              | + 37 s          |
| 5e | José Félix Parra   | Espagne   | Equipo Kern Pharma     | + 38 s          |
| 6e | Steff Cras         | Belgique  | TotalEnergies          | + 38 s          |
| 7e | Mikel Bizkarra     | Espagne   | Euskaltel-Euskadi      | + 38 s          |
| 8e | Damien Howson      | Australie | Q36.5 Pro Cycling Team | + 38 s          |
| 9e | Gianluca Brambilla | Italie    | Q36.5 Pro Cycling Team | + 38 s          |
| 10e | Fernando Tercero   | Espagne   | Eolo-Kometa            | + 38 s          |

| \| Classement général \| Classement général \| Classement général \| Classement général \| Classement général \| \| Coureur \| Coureur \| Pays \| Équipe \| Temps \| \| ------------------ \| ------------------ \| ------------------ \| ---------------------- \| ------------------ \| \| 1er \| Vincenzo Albanese \| Italie \| Eolo-Kometa \| 9 h 15 min 03 s \| \| 2e \| Einer Rubio \| Colombie \| Movistar Team \| + 31 s \| \| 3e \| Iván Sosa \| Colombie \| Movistar Team \| + 33 s \| \| 4e \| Damien Howson \| Australie \| Q36.5 Pro Cycling Team \| + 34 s \| \| 5e \| Roger Adrià \| Espagne \| Equipo Kern Pharma \| + 44 s \| \| 6e \| Steff Cras \| Belgique \| TotalEnergies \| + 48 s \| \| 7e \| Gianluca Brambilla \| Italie \| Q36.5 Pro Cycling Team \| + 48 s \| \| 8e \| Mikel Bizkarra \| Espagne \| Euskaltel-Euskadi \| + 48 s \| \| 9e \| Joaquim Silva \| Portugal \| Efapel Cycling \| + 48 s \| \| 10e \| Fernando Tercero \| Espagne \| Eolo-Kometa \| + 59 s \| |                    |           |                        |                 |
| |                    |           |                        |                 |
| |                    |           |                        |                 |
| Classement général |                    |           |                        |                 |
| Coureur | Coureur            | Pays      | Équipe                 | Temps           |
| 1er | Vincenzo Albanese  | Italie    | Eolo-Kometa            | 9 h 15 min 03 s |
| 2e | Einer Rubio        | Colombie  | Movistar Team          | + 31 s          |
| 3e | Iván Sosa          | Colombie  | Movistar Team          | + 33 s          |
| 4e | Damien Howson      | Australie | Q36.5 Pro Cycling Team | + 34 s          |
| 5e | Roger Adrià        | Espagne   | Equipo Kern Pharma     | + 44 s          |
| 6e | Steff Cras         | Belgique  | TotalEnergies          | + 48 s          |
| 7e | Gianluca Brambilla | Italie    | Q36.5 Pro Cycling Team | + 48 s          |
| 8e | Mikel Bizkarra     | Espagne   | Euskaltel-Euskadi      | + 48 s          |
| 9e | Joaquim Silva      | Portugal  | Efapel Cycling         | + 48 s          |
| 10e | Fernando Tercero   | Espagne   | Eolo-Kometa            | + 59 s          |

### 3eétape
| \| Classement de l'étape \| Classement de l'étape \| Classement de l'étape \| Classement de l'étape \| Classement de l'étape \| \| Coureur \| Coureur \| Pays \| Équipe \| Temps \| \| --------------------- \| --------------------- \| --------------------- \| -------------------------------- \| --------------------- \| \| 1er \| Pelayo Sánchez \| Espagne \| Burgos-BH \| 3 h 27 min 13 s \| \| 2e \| Vincenzo Albanese \| Italie \| Eolo-Kometa \| + 17 s \| \| 3e \| Steff Cras \| Belgique \| TotalEnergies \| + 17 s \| \| 4e \| Orluis Aular \| Venezuela \| Caja Rural-Seguros RGA \| + 17 s \| \| 5e \| Gianluca Brambilla \| Italie \| Q36.5 Pro Cycling Team \| + 17 s \| \| 6e \| Joan Bou \| Espagne \| Euskaltel-Euskadi \| + 17 s \| \| 7e \| Alan Jousseaume \| France \| TotalEnergies \| + 17 s \| \| 8e \| Jesús del Pino \| Espagne \| Aviludo-Louletano-Loulé Concelho \| + 17 s \| \| 9e \| Einer Rubio \| Colombie \| Movistar Team \| + 17 s \| \| 10e \| Damien Howson \| Australie \| Q36.5 Pro Cycling Team \| + 17 s \| |                    |           |                                  |                 |
| |                    |           |                                  |                 |
| |                    |           |                                  |                 |
| Classement de l'étape |                    |           |                                  |                 |
| Coureur | Coureur            | Pays      | Équipe                           | Temps           |
| 1er | Pelayo Sánchez     | Espagne   | Burgos-BH                        | 3 h 27 min 13 s |
| 2e | Vincenzo Albanese  | Italie    | Eolo-Kometa                      | + 17 s          |
| 3e | Steff Cras         | Belgique  | TotalEnergies                    | + 17 s          |
| 4e | Orluis Aular       | Venezuela | Caja Rural-Seguros RGA           | + 17 s          |
| 5e | Gianluca Brambilla | Italie    | Q36.5 Pro Cycling Team           | + 17 s          |
| 6e | Joan Bou           | Espagne   | Euskaltel-Euskadi                | + 17 s          |
| 7e | Alan Jousseaume    | France    | TotalEnergies                    | + 17 s          |
| 8e | Jesús del Pino     | Espagne   | Aviludo-Louletano-Loulé Concelho | + 17 s          |
| 9e | Einer Rubio        | Colombie  | Movistar Team                    | + 17 s          |
| 10e | Damien Howson      | Australie | Q36.5 Pro Cycling Team           | + 17 s          |

## Classements finals

### Classement général final
| \| Classement général \| Classement général \| Classement général \| Classement général \| Classement général \| \| Coureur \| Coureur \| Pays \| Équipe \| Temps \| \| ------------------ \| ------------------ \| ------------------ \| ---------------------- \| ------------------ \| \| 1er \| Lorenzo Fortunato \| Italie \| Eolo-Kometa \| 12 h 42 min 33 s \| \| 2e \| Einer Rubio \| Colombie \| Movistar Team \| + 31 s \| \| 3e \| Iván Sosa \| Colombie \| Movistar Team \| + 33 s \| \| 4e \| Damien Howson \| Australie \| Q36.5 Pro Cycling Team \| + 34 s \| \| 5e \| Steff Cras \| Belgique \| TotalEnergies \| + 44 s \| \| 6e \| Roger Adrià \| Espagne \| Equipo Kern Pharma \| + 44 s \| \| 7e \| Gianluca Brambilla \| Italie \| Q36.5 Pro Cycling Team \| + 48 s \| \| 8e \| Joaquim Silva \| Portugal \| Efapel Cycling \| + 48 s \| \| 9e \| Mikel Bizkarra \| Espagne \| Euskaltel-Euskadi \| + 48 s \| \| 10e \| Fernando Tercero \| Espagne \| Eolo-Kometa \| + 59 s \| |                    |           |                        |                  |
| |                    |           |                        |                  |
| Source : ProCyclingStats |                    |           |                        |                  |
| Classement général |                    |           |                        |                  |
| Coureur | Coureur            | Pays      | Équipe                 | Temps            |
| 1er | Lorenzo Fortunato  | Italie    | Eolo-Kometa            | 12 h 42 min 33 s |
| 2e | Einer Rubio        | Colombie  | Movistar Team          | + 31 s           |
| 3e | Iván Sosa          | Colombie  | Movistar Team          | + 33 s           |
| 4e | Damien Howson      | Australie | Q36.5 Pro Cycling Team | + 34 s           |
| 5e | Steff Cras         | Belgique  | TotalEnergies          | + 44 s           |
| 6e | Roger Adrià        | Espagne   | Equipo Kern Pharma     | + 44 s           |
| 7e | Gianluca Brambilla | Italie    | Q36.5 Pro Cycling Team | + 48 s           |
| 8e | Joaquim Silva      | Portugal  | Efapel Cycling         | + 48 s           |
| 9e | Mikel Bizkarra     | Espagne   | Euskaltel-Euskadi      | + 48 s           |
| 10e | Fernando Tercero   | Espagne   | Eolo-Kometa            | + 59 s           |

### Classement par points
| Classement par points | Classement par points | Classement par points | Classement par points  | Classement par points |
| Coureur               | Coureur               | Pays                  | Équipe                 | Points                |
| --------------------- | --------------------- | --------------------- | ---------------------- | --------------------- |
| 1er                   | Vincenzo Albanese     | Italie                | Eolo-Kometa            | 40 pts                |
| 2e                    | Damien Howson         | Australie             | Q36.5 Pro Cycling Team | 39 pts                |
| 3e                    | Steff Cras            | Belgique              | TotalEnergies          | 38 pts                |
| 4e                    | Einer Rubio           | Colombie              | Movistar Team          | 37 pts                |
| 5e                    | Gianluca Brambilla    | Italie                | Q36.5 Pro Cycling Team | 33 pts                |

### Classement de la montagne
| Classement de la montagne | Classement de la montagne | Classement de la montagne | Classement de la montagne               | Classement de la montagne |
| Coureur                   | Coureur                   | Pays                      | Équipe                                  | Points                    |
| ------------------------- | ------------------------- | ------------------------- | --------------------------------------- | ------------------------- |
| 1er                       | Ollie Jones               | Nouvelle-Zélande          | Bolton Equities Black Spoke Pro Cycling | 22 pts                    |
| 2e                        | Lorenzo Fortunato         | Italie                    | Eolo-Kometa                             | 13 pts                    |
| 3e                        | Pelayo Sánchez            | Espagne                   | Burgos-BH                               | 12 pts                    |
| 4e                        | Nícolas Sessler           | Brésil                    | Global 6 Cycling                        | 11 pts                    |
| 5e                        | Einer Rubio               | Colombie                  | Movistar Team                           | 10 pts                    |